# Mitchell Robinson
Mitchell Robinson III, född 1 april 1998 i Pensacola i Florida, är en amerikansk professionell basketspelare (C) som spelar för New York Knicks i National Basketball Association (NBA).
Han draftades av New York Knicks i andra rundan i 2018 års draft som 36:e spelare totalt.